# Il pleut dans la maison
Il pleut dans la maison is een Belgische dramafilm uit 2023, geschreven en geregisseerd door Paloma Sermon-Daï in zijn speelfilmdebuut.

## Verhaal
De zeventienjarige Purdey en haar jongere broer Makenzy wonen samen met hun alcoholistische moeder in een bouwvallig huis. Op een dag verdwijnt de moeder en laat de twee tieners aan hun lot over. Purdey moet op zoek naar een nieuw onderkomen voor zichzelf en haar broer. Ze neemt een zomerbaantje aan als schoonmaakster in een hotel, maar haar broer Makenzy verdient liever geld door te stelen van toeristen.

## Rolverdeling
| Acteur         | Personage |
| -------------- | --------- |
| Purdey Lombet  | Purdey    |
| Makenzy Lombet | Makenzy   |
| Louise Manteau | Leila     |
| Donovan Nizet  | Donovan   |
| Amine Hamidou  | Youssef   |
| Claude Bays    | Alain     |

## Productie
De film speelt zich af aan de meren van de Eau d'Heure in Wallonië. Voor Purdey en haar halfbroer Makenzy is het hun eerste rol. Zij zijn de nicht en neef van de regisseur Sermon-Daï en werden door hem gevraagd om de rollen te spelen. Sermon-Daï vermengt in zijn speelfilmdebuut fictie en documentaire in deze autobiografisch geïnspireerde film.

## Release en ontvangst
Il pleut dans la maison ging op 19 mei 2023 in première op het Filmfestival van Cannes in de Semaine de la Critique-sectie en won de Prix French Touch du Jury. De film kreeg overwegend positieve kritieken van de filmcritici, met een score van 80% op Rotten Tomatoes, gebaseerd op 5 beoordelingen. De film won in oktober 2023 twee prijzen op het Festival International du Film Francophone de Namur, de Bayard d’or en de Bayard de la meilleure interprétation voor Purdey en Makenzy Lombet.

## Prijzen en nominaties
De belangrijkste:
| Jaar | Prijs                   | Categorie                 | Genomineerde(n)   | Uitslag     |
| ---- | ----------------------- | ------------------------- | ----------------- | ----------- |
| 2023 | Filmfestival van Cannes | Prix French Touch du Jury | Paloma Sermon-Daï | Gewonnen    |
| 2023 | Filmfestival van Cannes | Caméra d'or               | Paloma Sermon-Daï | Genomineerd |